# Finarte
Finarte era una casa de subastas en Milán fundada en 1959. Es una de las más famosas casas de subastas en Italia con una gran importancia en el mercado internacional. Se fue a la bancarrota en el otoño de 2011.
Además ofrece servicios financieros en todos los campos del arte, como las ventas, la financiación privada, pre-financiaciones, extensiones de adquisiciones, ventas de carteras comerciales, administración patrimonio y consultoría en el campo.
La empresa cotiza en la Bolsa de Milán desde 1970.
Tiene bases operativas en Milán, Roma y Venecia.

## Historia
Finarte fue fundado por un banquero italiano; Gian Marco Manusardi en Milán.
El objetivo era ayudar a coleccionistas y operadores en la compra y venta de obras de arte. Finarte convirtió en un pionero en la prestación de servicios y productos financieros que incluyen los anticipos de ventas, préstamos utilizando el arte como garantía, y el alquiler-venta financiamiento.
Finarte es la primera empresa del mundo en operar financiaciones en un campo que no contaban con algo de crédito cerca de las instituciones bancarias.
La compañía también tiene operaciones de subastas joint-venture en España y Suiza, y es parte de la Asociación Nacional Italiana de Casas de Subastas.

## Estrategia
Finarte: casa de subastas ha optado por una estrategia precisa: organizar subastas específicas para determinado tipo de objetos. Hay una gran cantidad de secciones que incluyen platería, joyas y relojes, libros y estampados, muebles viejos, mayólica y objetos de porcelana, alfombras y textiles. Finarte también se ocupa de arte moderno y contemporáneo sin dejar de lado las pinturas del siglo XIX.